# Strandfrisisk
Strandfrisisk er en uddød nordfrisisk dialekt, der blev talt på den i 1634 sunkne ø Strand. Dialekten taltes endnu i 1700-tallet på Pelvorm. Flygtninge fra den sunkne ø bragte dialekten til Vyk på Før, hvor den holdt sig til 1900-tallet. 
Strandfrisisk regnedes sammen med halligfrisisk til gruppen af nordfrisiske fastlandsdialekter (Forskel mellem ø- og fastlandsdialekter skyldes de to frisiske indvandringsbølger til Sydslesvigs vestkyst). Den strandfrisiske dialekt er bl.a. bevaret i en oversættelse af Luthers lille Katekismus fra tidsrummet før stormfloden 1634 og fra de to folkesange Yn Miren-Söngh (≈ En morgensang) og Yn Een-Söngh (≈ En aftensang), som blev optegnet af den nordfrisiske historieskriver Anton Heimreich.